# Syd Owen
Sydney William „Syd” Owen (Aston, 1922. február 29. – Leeds, 1998. augusztus 27.) angol labdarúgócsatár, edző.
Az angol válogatott tagjaként részt vett az 1954-es labdarúgó-világbajnokságon. 1959-ben az FWA az év labdarúgójának választotta.